# James Meikle
James Meikle (Carnwath, 1 de junho de 1729 ou 1730-7 de dezembro de 1799) foi um puritano escocês do século XVIII, pouco conhecido.
Esteve na marinha real na guerra dos sete anos, entre os anos de 1757 e 1760, trabalhando como cirurgião, época em que escreveu seu livro mais famoso, Solitudes Sweetened ("A Doçura da Solidão", em português), de temática cristã. Posteriormente, essa obra foi disponibilizada para o público em geral pela Universidade de Pittsburgh.